# سیارک ۲۳۱۳۳
سیارک ۲۳۱۳۳ (به انگلیسی: 23133 Rishinbehl، نامگذاری:2000AO139) بیست و سه هزار و صد و سی و سومین سیارک کشف شده‌است که در ۵ ژانویه ۲۰۰۰ کشف شد.
قدر مطلق سیارک برابر ۱۴.۱ است.